# Dvandva
Dvandva (sanskrtsky „pár“) je složenina tvořená dvěma či více slovy syntagmaticky rovnopravnými.
Dvandvany jsou běžnou součástí sanskrtu, používanou například pro označování božských dvojic:
- Djávaprthiví – Djaus a Prthiví „Nebe a Země“
- Mitra-Varuna

V češtině jsou dvandvová slova a nazývají se složeniny slučovací či kopulativní, článek v časopise Naše řeč z roku 1925 uvádí jako příklad slovo ptakoještěr a dobový výraz bluzokalhotový (ve spojení bluzokalhotová látka „látka určená jak na blůzy, tak na kalhoty“). Dvandvový základ malžena je uváděn i u slova manželství. V některých jazycích se vyskytují dvandvy vyjadřující jedním slovem bratra a sestry, otce a matku, ženy a děti, v čínštině a japonštině označují krajinu slova vyjadřující hory a řeky nebo hory a vodu, v sanskrtu lze jednou složeninou označit slony a koně, dvandvového typu jsou i slova jako černobílý. 
Nový encyklopedický slovník češtiny uvádí dvandvy jako jeden z pěti typů kompozit podle staroindické gramatiky. Dvandva je koordinační kompozitum, tj. odpovídá syntaktické konstrukci, kde větné členy jsou v souřadném vztahu, v sanskrtu označuje dvojici nebo množinu referentů pojatých jako kolektivní entita. Pokud slovo neoznačuje množinu referentů (kolektivní entitu), nýbrž jen jedno individuum, kterému jsou přisuzovány dvě různé vlastnosti zároveň, je složenina charakterizovaná spíše jako pseudodvandva (např. generálmajor nebo ptakoještěr).